# Liparetrus rotundicollis
Liparetrus rotundicollis är en skalbaggsart som beskrevs av Blackburn 1905. Liparetrus rotundicollis ingår i släktet Liparetrus och familjen Melolonthidae. Inga underarter finns listade i Catalogue of Life.